# سلعة تموينية

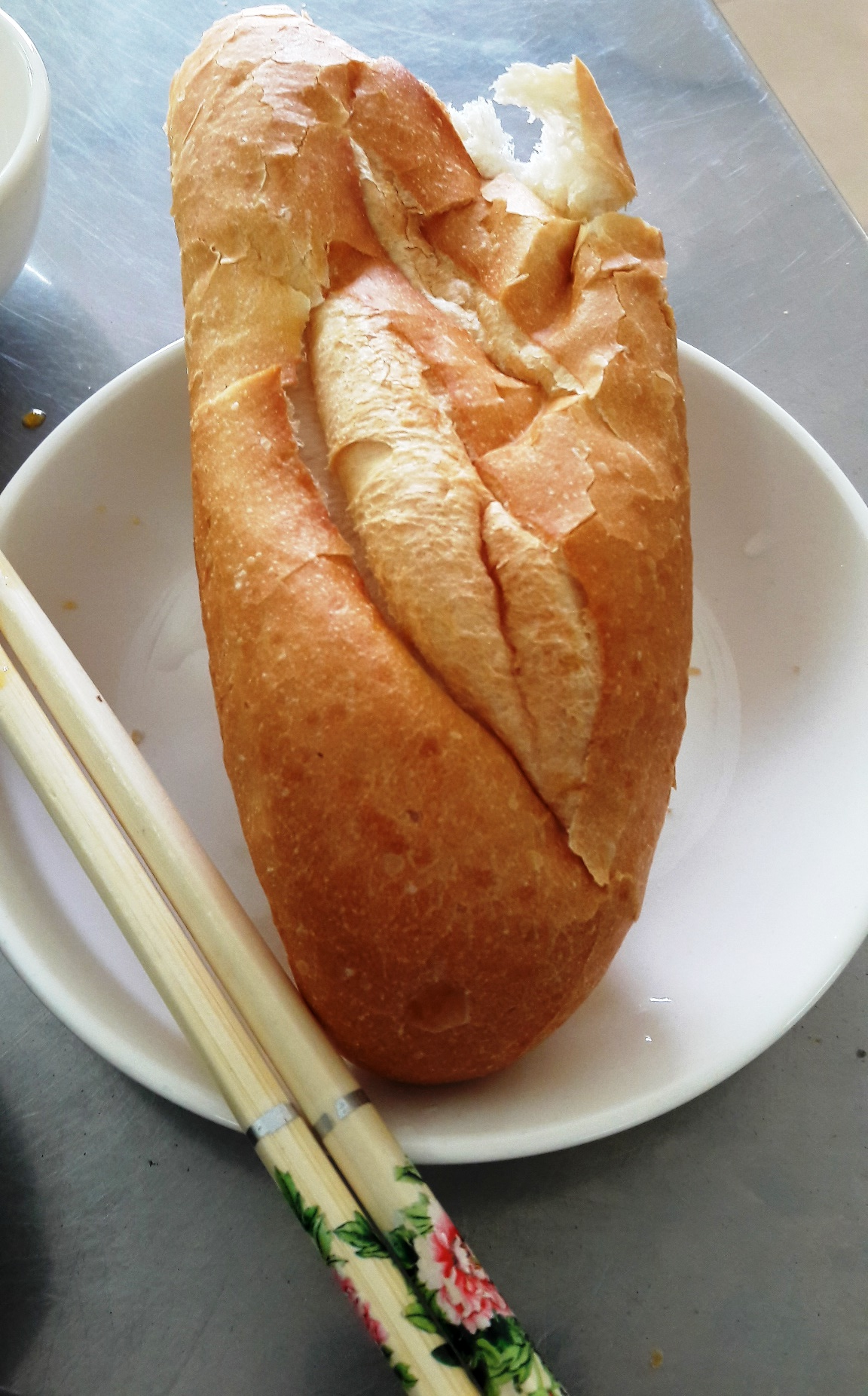
خبز فيتنامي

السلع التموينية أو السلع المدعومة هي عبارة عن حزمة من السلع الأساسية التي تتكفل الدولة بتوزيعها علي مواطنيها بأسعار مدعمة أقل من سعرها الحقيقي بالسوق الحر، سعياً وراء الحفاظ على مستوي معين لحياة المواطنين. من السلع المدعومة حكومياً على نطاقٍ واسع في العالم العربي سلعة الخبز.